# Meg Gallagher
Meg Gallagher was een Amerikaans actrice.
Ze werd geboren als Marcella E. Gallagher rond 1950, haar precieze geboortedatum is niet bekend. Van 1979 tot 1981 speelde ze Louella Caraway Lee in hitserie Dallas. De rol van Louella was slechts een bijrol en in 1981 verdween ze van het scherm en was hierna ook niet meer te zien op televisie. Op 27 mei 2000 overleed Gallagher aan een chronische leverziekte in Santa Monica.